# Carlos Bica

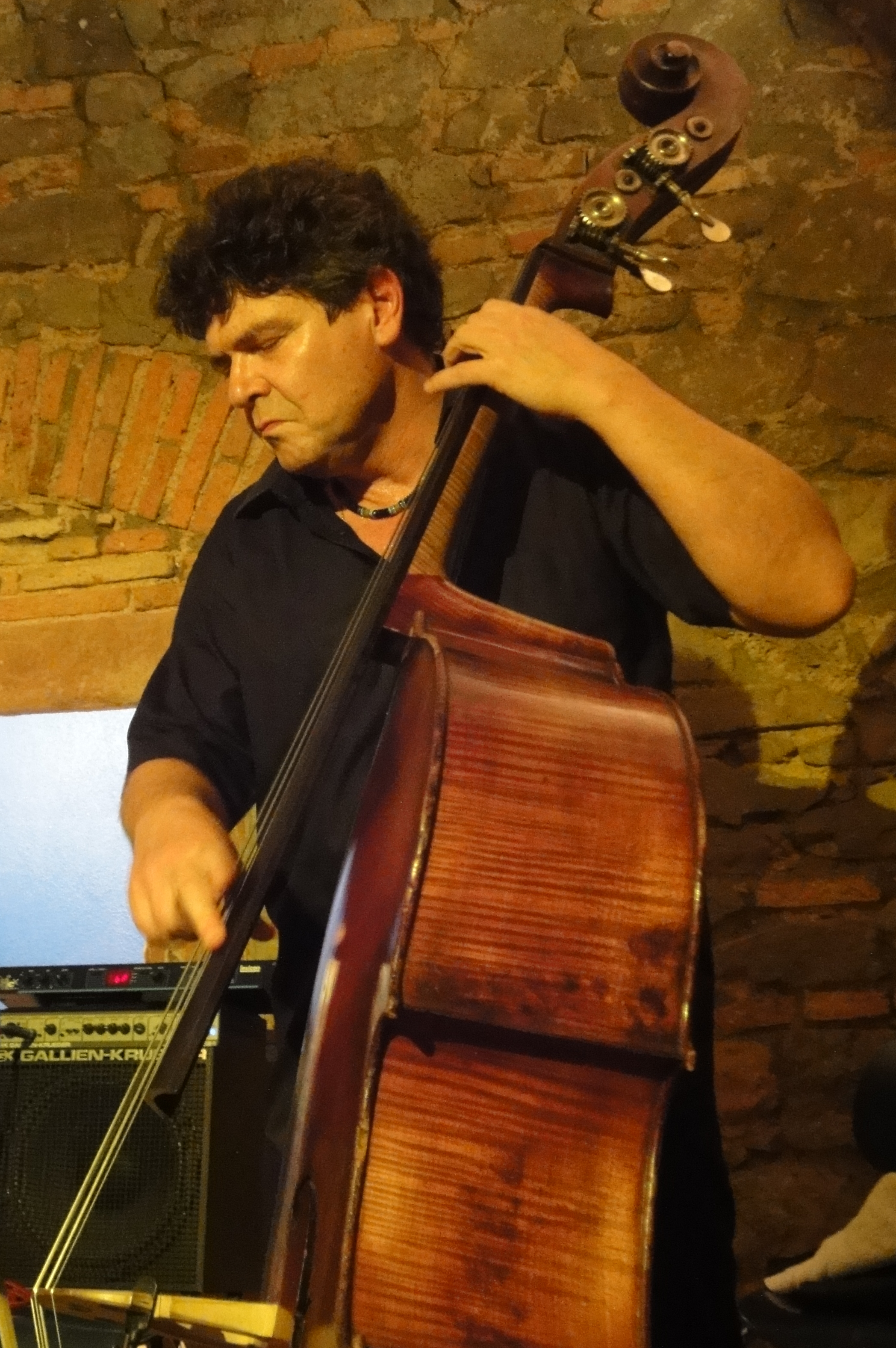
Carlos Bica, 2010

Carlos Bica (* 11. Juli 1958 in Lissabon) ist ein portugiesischer Musiker (Kontrabass, Komposition) des Modern Creative Jazz.

## Leben und Wirken
Bica studierte in seiner Heimatstadt an der Academia de Amadores de Musica und am Nationalkonservatorium (heute ESTC). Während seines Studiums war er Mitglied des Orquestra de Câmara de Lisboa und repräsentierte Portugal bei verschiedenen internationalen Festivals.
Carlos Bica kam im Jahr 1982 als Stipendiat vom DAAD nach Würzburg, wo er 1985 das Musikdiplom als Orchestermusiker an der Hochschule für Musik absolvierte. Bica startete dann seine berufliche Karriere und wurde Mitmusiker bei unterschiedlichen Kammerorchester sowie einigen Jazz Formationen. International bekannt wurde Carlos Bica vor allem durch die langjährige Zusammenarbeit mit der Sängerin Maria João, mit der er in verschiedensten Formationen spielte und zahlreiche Tourneen im In-und-Ausland unternahm. 1994 zog er nach Berlin, um an seinen eigenen Projekten zu arbeiten. Seitdem ist Bica ein treibendes Element der Berliner Jazzszene geworden.
Er spielte bei den wichtigsten Jazz Festivals weltweit und arbeitete mit folgenden Musikern: Ray Anderson, Kenny Wheeler, Aki Takase, Maria João, Julian Argüelles, Kurt Rosenwinkel, Jim Black, John Zorn, Lee Konitz, Mário Laginha, Frank Möbus, Matthias Schubert, João Paulo Esteves da Silva, David Friedman, Paolo Fresu, Alexander von Schlippenbach u. a.
In seiner Heimat, Portugal, hat er mit dem Sänger Carlos do Carmo, dem bekanntesten Fadosänger seiner Zeit gearbeitet und verschiedene Schallplatten aufgenommen. Als weitere wichtige und inspirierende Persönlichkeiten aus der portugiesischen Musiktradition, mit denen Carlos Bica zusammengearbeitet hat, sind José Mário Branco, Camané, Pedro Caldeira Cabral, Janita Salomé und Cristina Branco zu nennen.

## Preise und Auszeichnungen
Sein mit Möbus und Black eingespielte Album Azul wurde 1996 in Portugal als „Jazzalbum des Jahres“ ausgezeichnet.
1998 wurde er in Portugal zum Jazzmusiker des Jahres gewählt.
2011 erhielt er für sein Album Matéria-Prima den renommierten Schallplattenpreis Prémio Carlos Paredes.

## Diskographische Hinweise
Ausgewählte Diskographie:
- Maria João Quintet - Conversa (1986)
- Cal Viva - Cal Viva (1989)
- Maria João & Cal Viva - Sol (1991)
- Carlos Bica & Azul - Azul feat. Ray Anderson and Maria João (1996)
- João Paulo/Carlos Bica/Peter Epstein - O Exílio (1998)
- Carlos Bica & Azul - Twist (1999)
- João Paulo/Carlos Bica/Peter Epstein - Almas (2000)
- Paul Brody's Tango Toy - Klezmer Stories (2000)
- Carlos Bica & Ana Brandão - DIZ (2001)
- Gebhard Ullman feat. Carlos Bica - Essencia (2001)
- Paul Brody's Tango Toy - The South Klezmer Suite (2003)
- Carlos Bica & Azul - Look What They've Done to My Song (2003)
- Tuomi - Tightrope Walker (2005)
- Sven Klammer - Nevs (2005) feat. John Ruoco
- Carlos Bica - Single (solo album) (2005)
- Uwe Steinmetz - European Art Ensemble - Stations on the Road to Freedom (2005)
- Carlos Bica & Azul - Believer (2006)
- Bica-Klammer-Kalima - A Chama do Sol (2006)
- Tuomi - The Expense of Spirit (2007)
- Ulrike Haage - Die Stille hinter den Worten (2008)
- João Paulo plays Carlos Bica White Works (2009)
- Carlos Bica - Matéria-Prima (2010)
- Carlos Bica & Azul - Things About (2011)
- Move String Quartet - El Camino (2013)
- Carlos Bica & Azul - More Than This (2017)
- Move String Quartet - Short Stories (2018)
- Carlos Bica & Azul Azul in Ljubljana (2018)
- Carlos Bica I Am The Escaped One feat. Daniel Erdmann + DJ Illvibe (2019)
- Carlos Bica – Playing with Beethoven (2023)
- 11:11 (2024)